# Димитър Данаилов
Димитър Данаилов е български писател (поет).

## Биография
Завършва Софийския университет „Климент Охридски“, Факултет по славянски филологии.
В продължение на 30 години Димитър Данаилов работи като директор на Къща музей „Пейо Яворов“ в Чирпан и оставя трайна следа в културния живот на града.
Член е на Съюза на българските писатели. Автор е на многобройни публикации в периодичния печат, както и на 3 издадени приживе книги „Милиони гълъби“ (1954), „Тракийска луна“ (1969), „Незаключена врата“ (1991), и „Хляб и чаша вино“ (1993).
Димитър Данаилов е личен приятел с Владимир Висоцки. При негово гостуване в Стара Загора през 70-те години Висоцки разбира за Данаилов и пристига в Чирпан, където двамата поети имат историческа среща в къщата музей на Яворов.